# 天津事件 (1931年)
天津事件（てんしんじけん）とは、1931年11月に中華民国（当時）の天津市で発生した一連の暴動事件。

## 第一次天津事件
1931年11月8日夜、天津において河北省救国人民自治会を自称し、張壁や李際春らが率いる武装した中国人暴徒2000人が日本租界の支那駐屯軍駐留地である海光寺周辺から中国人街に進入し、河北省政府、天津市政府および公安局の庁舎を目指して進撃を開始した。中国側は保安隊と警察が防戦したが途中から保安隊と支那駐屯軍との間で銃撃戦に発展した。なお10日に清朝の廃帝溥儀が関東軍らの手助けにより騒ぎに乗じて日本租界を抜け出し、営口へ向かった。

## 第二次天津事件
14日以降、市内は平穏を取り戻したが、26日夜に再び暴動が起きたことがきっかけで日中間で銃撃戦が発生した。28日、日本政府は支那駐屯軍の増兵を決定し、また関東軍は27日に独立守備歩兵第二大隊と混成第四旅団を山海関へ派遣した。その後29日に中国側が保安隊を撤退させたため市内は平穏を再び取り戻した。

## 事件の経緯
11月17日、在天津総領事桑島主計は外務大臣の幣原喜重郎に対して、「関東軍の土肥原賢二が現地でクーデターを画策し、便衣隊を組織した上で現地の保安隊を買収しようとしたが逆に内通され、保安隊は寝返るどころか警備を厳重にしたため暴動が失敗したので予定にあった溥儀の連れ出しに切り替えた」という旨の報告を行った。
天津市政府は7日の時点で日本を除く各国領事館に対して日本租界を起点として反乱が起こるので注意されたしと伝え、また商店に夜間営業を取りやめるよう布告を出していた。この情報は地元紙を通じて一般市民にも流布され、中国語が読める日本人によって日本人居留民にも流布されたため軍部の謀略への不満を公言する居留民もいたという。
本事件は「関東軍の土肥原による溥儀の連れ出し」として語られがちであるが、『片倉日誌』によると土肥原の天津派遣は「現地における反張学良運動の統制と促進」が目的であったという。このことから土肥原は当初天津におけるクーデターを主目的としていたが、それが失敗したので予定にあった溥儀の連れ出しだけを行ったようである。
第二次事件については史料や証言がほとんど残っておらず細かい経緯や真相は不明となっている。